# Gustav Carlén
Gustav « Gusten » Carlén (né le 29 décembre 1890 à Nyköping et décédé le 8 janvier 1975 à Oxelösund) est un athlète suédois spécialiste du fond. Affilié au IFK Oxelösund, il mesurait 1,77 m pour 67 kg.

## Biographie

### Palmarès
| Date | Compétition           | Lieu      | Résultat | Épreuve          | Performance   |
| ---- | --------------------- | --------- | -------- | ---------------- | ------------- |
| 1912 | Jeux olympiques d'été | Stockholm | 21e      | Cross individuel | 51 min 26 s 8 |